# Râul Polocin

Râul Polocin este un curs de apă care izvorăște în partea de sud - vest a Podișului Central Moldovenesc. Râul are o lungime de apoximativ 30 km . Curge în vecinătatea localităților Corbasca, Gherdana, și Tătărăști înainte de a se despărți în două brațe și de a varsă în Râul Siret, în apropierea localității Lespezi.
Principalul afluent al râului Polocin este râul Perchiu.

## Hărți
- Ovidiu Gabor - Economic Mechanism in Water Management  Arhivat în 5 martie 2009, la Wayback Machine.